# Château-Thierry

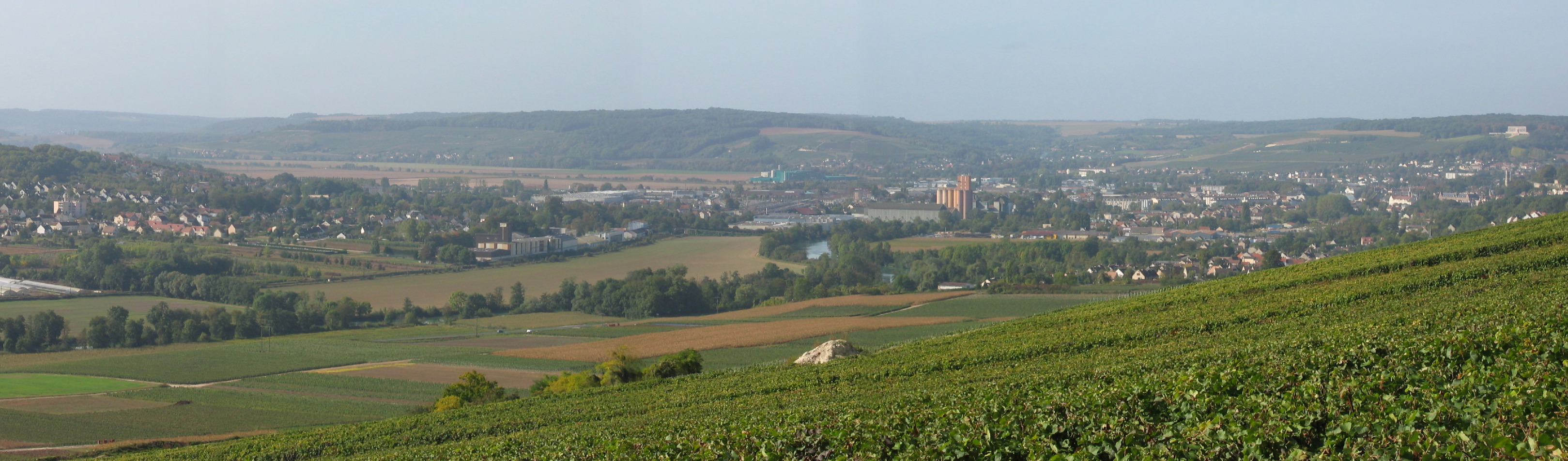
Vista geral da comuna

Château-Thierry é uma comuna  da França, no departamento de Aisne, região de Altos da França. Terra natal de La Fontaine.